# François Xavier Nguyên Van Thuân

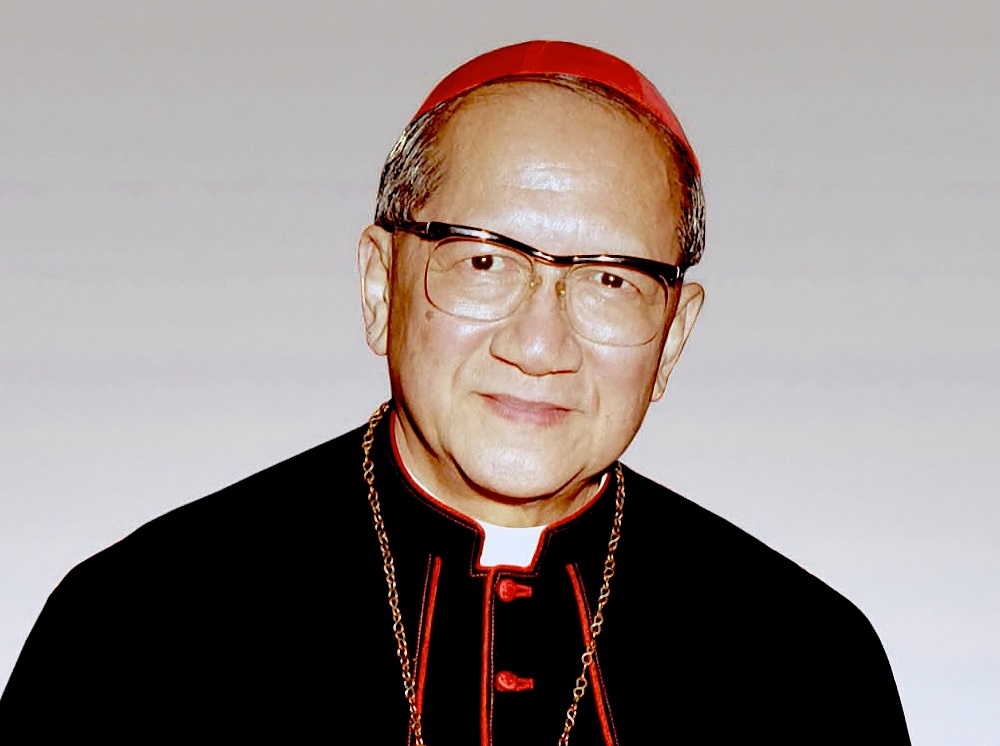
François-Xavier Kardinal Nguyễn Văn Thuận

François Xavier Kardinal Nguyên Van Thuân (* 17. April 1928 in Huế, Vietnam; † 16. September 2002 in Rom) war Erzbischof von Saigon und später Kurienkardinal der römisch-katholischen Kirche. Er war der Neffe des ersten südvietnamesischen Präsidenten Ngô Đình Diệm.
Sein Name verbindet die westliche Namenstradition (François Xavier als Vorname vor den Familiennamen Nguyên) und die vietnamesische (Van Thuân als persönlicher Name steht hinter dem Familiennamen).

Nguyễn Văn Thuậns Kardinalswappen

## Frühes Leben
1941 trat Nguyen Van Thuan in das Kleine Seminar An Ninh ein. Nach seiner theologischen Ausbildung empfing er am 11. Juni 1953 die Priesterweihe. Nach sechs Jahren weiteren Studiums in Rom, wurde er von 1959 bis 1967 Mitglied der Fakultät und Regens des Seminars von Nha Trang. 1967 wurde er zum Bischof von Nha Trang ernannt und geweiht.
Am 24. April 1975 wurde er Koadjutorerzbischof von Saigon und Titularerzbischof von Vadesi. Nguyen Van Thuan wurde als neuer Bischof von Saigon bekannt für seinen Glauben und seine familiären Beziehungen zu Ngô Đình Diệm. Er wurde durch die kommunistische Regierung von Vietnam für 13 Jahre in einem Umerziehungslager gefangen gehalten, davon neun Jahre in Einzelhaft, obwohl er weder angeklagt, geschweige denn verurteilt worden war. Während der Gefängniszeit schmuggelte er Botschaften an sein Volk auf Papierfetzen hinaus. Diese kurzen Überlegungen wurden handschriftlich weiterkopiert und in der vietnamesischen Gemeinschaft weiterverbreitet. Sie wurden später im Buch „Hoffnungswege“ gedruckt. Ein weiteres Buch, „Gebete der Hoffnung“, enthält seine Gebete, die er während der Gefängniszeit geschrieben hatte.

## Im Exil
Am 21. November 1988 wurde Nguyen Van Thuan von der kommunistischen Regierung zwar freigelassen, aber ins Exil gezwungen. Er wurde durch Johannes Paul II. im Vatikanstaat aufgenommen und leitete ab 1994 den Päpstlichen Rat für Gerechtigkeit und Frieden, wo er sich vor allem der Schuldenfrage der Entwicklungsländer annahm.
Johannes Paul II. nahm ihn am 21. Februar 2001 als Kardinaldiakon mit der Titeldiakonie Santa Maria della Scala in das Kardinalskollegium auf. Binnen einer Woche lockerte das vietnamesische Außenministerium die Restriktionen und der Kardinal konnte als ausländischer Besucher in sein Heimatland reisen.
Am 16. September 2002 starb Nguyen Van Thuan an Krebs in einer Klinik in Rom im Alter von 74 Jahren.

## Seligsprechungsprozess
Am 22. Oktober 2010 wurde in Rom der Seligsprechungsprozess feierlich eröffnet. Die diözesane Phase des Prozesses wurde im Juni 2013 abgeschlossen und zur weiteren Prüfung der Kongregation für die Selig- und Heiligsprechungsprozesse übergeben. Papst Franziskus bezeichnete Nguyen Van Thuan am 6. Juli 2013 in einen „Zeuge(n) der Hoffnung“. Am 4. Mai 2017 erkannte ihm Papst Franziskus den heroischen Tugendgrad zu.

## Schriften
- Hoffnungswege. Botschaft der Freude aus dem Gefängnis. Patris-Verlag, Vallendar-Schönstatt 1993
- Hoffnung, die uns trägt. Die Exerzitien des Papstes. Herder, Freiburg 2001